# Microsoft Surface
Surface é uma série de computadores pessoais com tela sensível ao toque e quadros interativos projetados e desenvolvidos pela Microsoft, executando o sistema operacional Microsoft Windows. Os dispositivos são fabricados por fabricantes de equipamentos originais, incluindo a Pegatron. Está disponível nas versões Surface, Surface Pro, Surface 2, Surface Pro 2, Surface Pro 3, Surface 3, Surface Pro 4 e Surface Book.
O Surface RT e o Surface 2 executam o sistema operacional Windows RT com um processador ARM. Já os modelos Surface Pro, Surface 2, Surface Pro 2, Surface Pro 3, Surface Pro 3 e Surface 3 executam o Windows 8 ou 8.1 Pro com os processadores Intel Core i3, i5 e i7 e Intel Atom (Surface 3).
A do Surface 2 e seu modelo Pro tem uma tela de 10,6 polegadas widescreen de 720p HD no Surface ou 1080p Full HD no Surface Pro. O produto foi anunciado por Steve Ballmer em um evento em Los Angeles no dia 18 de junho de 2012, no Milk Studios.
O híbrido é conhecido por ser, ao mesmo tempo, um tablet e um notebook, dependendo do modo de como o usuário usa, e também pelas configurações de hardware de um PC comum. 